# El Pantano (Veraguas)
El Pantano es un corregimiento del distrito de Santa Fe en la provincia de Veraguas, República de Panamá. La localidad tiene 658 habitantes (2010).